# غشوة مخططة
غشوة مخططة (الاسم العلمي:Ceropegia striata) هو نوع من النباتات يتبع جنس الغشوة من الفصيلة الدفلية.